# 세 부인
《세 부인》(A Letter To Three Wives)은 미국에서 제작된 조지프 L. 맹키위츠 감독의 1949년 범죄 영화이다. 진 크레인, 린다 다넬, 앤 소던이 주연으로 출연하였고 솔 C. 시걸 등이 제작에 참여하였다.
이 영화는 코스모폴리탄에 게재됐던 존 클렘프너의 1945년 단편소설 A Letter to Five Wives(세 부인에게 보내는 편지)를 각색한 것이다.

## 출연

### 주연
- 진 크레인
- 린다 다넬
- 앤 소던

### 조연
- 커크 더글러스
- 폴 더글러스
- 바버라 로런스
- 제프리 린
- 코니 길크리스트
- 플로런스 베이츠
- 호바트 캐버노
- 셀마 리터
- 설레스트 홈
- 스튜어트 홈스

## 기타
- 미술: J. 러셀 스펜서
- 미술: 라일 R. 휠러
- 의상: 케이 넬슨